# Polder Leer
Koordinaten: 53° 12′ 15″ N, 7° 28′ 25″ O
Der Polder Leer ist ein Entlastungspolder in der niedersächsischen Stadt Leer und der Gemeinde Westoverledingen im Landkreis Leer.

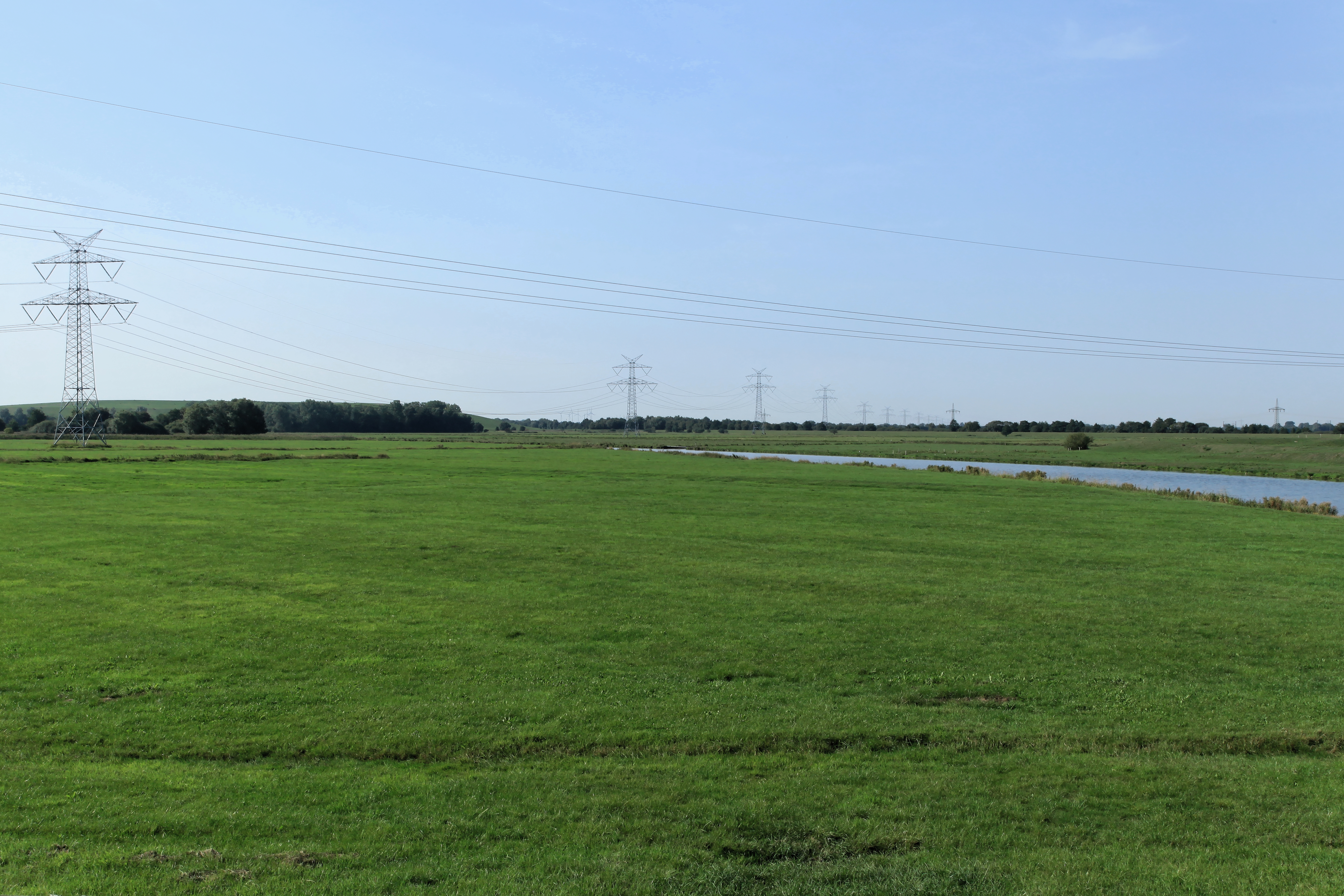
Polder Leer mit Polderkanal

Der circa 135 Hektar große Polder liegt südlich der Leda zwischen der Bundesstraße 70 und der als Emslandstrecke bezeichneten Eisenbahnstrecke von Rheine nach Norddeich Mole. Nach Süden grenzt er an eine Mülldeponie.
Der Polder wurde 1956/57 nach dem Bau des Ledasperrwerks gebaut, um bei Schließungen des Sperrwerkes ggf. überschüssiges Oberwasser der Leda zwischenspeichern zu können. Der Polder gehört dem Leda-Jümme-Verband. Er verfügt über rund 3,2 Mio. m³ Stauraum. Der Polder ist über ein Ein- und Auslaufbauwerk circa 150 Meter oberhalb des Ledasperrwerkes und einen dahinter liegenden Altarm der Leda, welcher in den Polderkanal übergeht, mit dem Flusslauf verbunden.
Die Flächen des Polders sind durch Grünland geprägt, welches landwirtschaftlich genutzt wird. Das Grünland wird von mehreren Gräben durchzogen. Daneben sind weitere Wasserflächen vorhanden, die von brachliegenden Flächen umgeben sind. Hier wie auch im Bereich der Deiche ist teilweise Gehölzaufwuchs zu finden.
Teile der Gewässerflächen im Polder werden für den Angelsport genutzt. Der südliche Teil des Polderkanals ist als Laich- und Schongebiet ausgewiesen. Ebenso darf in den Gräben nicht geangelt werden. Sie dienen mit ihrer vielfältigen Unterwasservegetation Jungfischen als Lebensraum.